# Хомутецкий, Александр Васильевич
Алекса́ндр Васи́льевич Хомуте́цкий (5 мая 1960, Сталинград, РСФСР, СССР) — советский и российский футболист, защитник, тренер. Мастер спорта СССР (1984).

## Карьера
Воспитанник ФК «Ротор». Первый тренер — Пётр Николаевич Орлов. В волгоградской команде провёл большую часть карьеры.
В 1979—1980 гг. выступал за дубль московского «Спартака».
С 1981 по 1984 гг. играл в московском «Локомотиве».
В 1985 году дебютировал в высшей лиге СССР за ростовский СКА, в составе которого провёл шесть матчей.
Затем вернулся в «Ротор» и помог команде выйти в высшую лигу. Всего в классе сильнейших команд сыграл 56 матчей (забил 5 голов). После вылета команды из высшей лиги уехал в Финляндию, где выступал за клубы низших дивизионов.
Выступал за юношескую сборную СССР.

### Тренерская
После завершения карьеры игрока пять лет возглавлял ФК «Водник» (Калач-на-Дону), который за это время неоднократно становился чемпионом Волгоградской области и победителем кубковых турниров.
В начале марта 1998 года возглавил волжское «Торпедо». В марте 1999 года ушёл из команды, из-за финансовых проблем клуба и временно усилил тренерский штаб волгоградской «Олимпии». В августе 1999 года возвращается в «Торпедо» и спасает команду от вылета из Второго дивизиона ПФЛ.
С 2000 года по май 2004 года возглавлял саранскую «Светотехнику», сменившую в 2003 году название на «Лисма-Мордовия». За то время которое Хомутецкий руководил командой, она из середняка превратилась в лидера зоны «Поволжье» второго дивизиона ПФЛ. В 2000, 2001 и 2003 годах Хомутецкий приводил команду к победам в зоне «Поволжье», но в переходных матчах команда по результатам двух встреч уступала «Кубани» (0:1, 0:0 — в 2000 году) и ростовскому СКА (1:1, 0:1 — в 2001 году), и лишь в 2002 году, с третьей попытки, саранской команде удалось выйти в первый дивизион ПФЛ (когда стыковые матчи были упразднены).
В ноябре 2002 года возглавлял сборную Поволжья на турнире «Надежда», который проходил в Анапе, Новороссийске и Краснодаре.
В декабре 2002 года на торжественном вечере, посвящённом завоеванию «Светотехникой» путёвки в Первый дивизион, Глава Республики Мордовия Николай Меркушкин наградил Александра Хомутецкого медалью «За развитие и популяризацию футбола в Республике Мордовия».

## Достижения

### Командные
- Серебряный призёр первой лиги СССР: 1988 (выход в высшую лигу).
- Победитель второй лиги СССР: 1980.

### Тренерские
- Трёхкратный победитель второго дивизиона ПФЛ зоны «Поволжье»: 2000, 2001 и 2002 (выход в первый дивизион).

## Семья
Сын — Вадим Хомутецкий (1986 г.р.) — футболист. В 2003 и 2004 годах выступал под руководством отца в ФК «Лисма-Мордовия».

## Статистика
| Команда              | Сезон | Чемпионат | Чемпионат | Чемпионат | Кубок | Кубок | Итого | Итого |
| Команда              | Сезон | Уров.     | Игры      | Голы      | Игры  | Голы  | Игры  | Голы  |
| -------------------- | ----- | --------- | --------- | --------- | ----- | ----- | ----- | ----- |
| Ротор                | 1977  | III       | 20        | 0         | —     | —     | 20    | 0     |
| Ротор                | 1978  | III       | ?         | ?         | —     | —     | ?     | ?     |
| Ротор                | Итого | Итого     | 20*       | 0*        | —     | —     | 20*   | 0*    |
| Ротор                | 1980  | III       | 19+4      | 3         | —     | —     | 23    | 3     |
| Локомотив (Москва)   | 1981  | II        | 33        | 2         | 0     | 0     | 33    | 2     |
| Локомотив (Москва)   | 1982  | II        | 42        | 4         | 3     | 2     | 45    | 6     |
| Локомотив (Москва)   | 1983  | II        | 36        | 2         | 2     | 0     | 38    | 2     |
| Локомотив (Москва)   | Итого | Итого     | 111       | 8         | 5     | 2     | 116   | 10    |
| СКА (Ростов-на-Дону) | 1985  | I         | 6         | 0         | 0     | 0     | 6     | 0     |
| Ротор                | 1986  | II        | 41        | 6         | 2     | 0     | 43    | 6     |
| Ротор                | 1987  | II        | 41        | 2         | 5     | 0     | 46    | 2     |
| Ротор                | 1988  | II        | 41        | 4         | 2     | 0     | 43    | 4     |
| Ротор                | 1989  | I         | 30        | 4         | 3     | 2     | 33    | 6     |
| Ротор                | 1990  | I         | 20+2      | 1         | 0     | 0     | 22    | 1     |
| Ротор                | Итого | Итого     | 175       | 17        | 12    | 2     | 187   | 19    |
| Всего                | Всего | Всего     | 335*      | 28*       | 17    | 4     | 352*  | 32*   |

Примечание: знаком * отмечены ячейки, данные в которых возможно больше указанных.